# Маццокки, Паскуале
Паскуале Маццокки (итал. Pasquale Mazzocchi; род. 27 июля 1995, Неаполь, Италия) — итальянский футболист, крайний защитник клуб «Наполи» и сборной Италии.

## Клубная карьера
Родился в Неаполе 27 июля 1995 года. В детстве играл в академии «Беневенто». Попал в профессиональный футбол из школы «Эллас Вероны», однако за взрослую команду не сыграл ни единого матча в чемпионате. Для получения игровой практики перешёл в клуб «Беллария Иджеа» в качестве аренды. Позже по такой же схеме подписал контракт с «Про Пьяченцой» из Серии C, дебютировал за «Пьяченцу» 31 августа 2014 года в матче с «Гроссето». Дальше за 5 лет сменил 3 клуба — «Римини», «Парма» и «Перуджа». В 2020 году перешёл в «Венецию» за 300 тысяч евро. В 2022 году был арендован «Салернитаной». Через несколько дней после окончания аренды был выкуплен «гранатовыми» за миллион евро. В сезоне Серии А 22/23 сыграл 27 матчей и сделал 3 ассиста. «Салернитана» закончила сезон на 15 месте, тем самым сохранив прописку в высшем дивизионе Италии.

## Карьера в сборной
Маццокки стал первым игроком «Салернитаны», сыгравшим в сборной Италии. Дебютировал за команду в Лиге наций.

## Достижения
«Наполи»
- Чемпион Италии: 2024/25